# Reino de Larantuca
O Reino de Larantuca foi um reino na atual Sonda Oriental, Indonésia. Foi uma das poucas, senão a única, entidades políticas católicas indígenas no território da Indonésia moderna. Atuando como um estado tributário da Coroa Portuguesa, o Rajá (Rei) de Larantuca controlava possessões nas ilhas de Flores, Solor, Adonara e Lembata. Foi posteriormente comprado pelas Índias Orientais Neerlandesas dos portugueses antes de sua anexação em 1904. 
Apesar de perder sua soberania efetiva depois da anexação, a família real do reino permaneceu como uma figura representativa tradicional antes do abolimento final da estrutura real pelas autoridades republicanas em 1962.

## História
Os monarcas do Reino de Larantuca alegam descender de uma união de um homem do Reino de Wehale Waiwuku do Timor do Sul e uma mulher mítica das proximidades de um vulcão extinto de Ile Mandiri. Os sistemas de crença tradicionais e os rituais do povo Lamaholot colocam os rajás em um papel central, especialmente aqueles que aderiram às crenças tradicionais.
Na javanesa Negarakertagama, os locais Galiyao e Solot foram mencionados como sendo "o leste de Bali" e acredita-se que correspondam à região aproximada, indicando alguma forma de contato de relações tributárias ou comerciais entre a região e o Império de Majapait, devido à sua localização nas rotas comerciais transportando sândalo ao vizinho Timor. Também acredita-se que influências do poderoso Sultanato de Ternate estejam presentes.

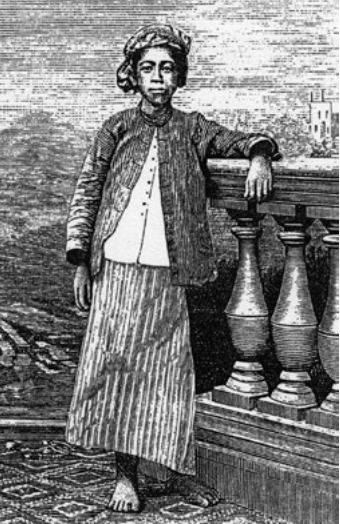
Príncipe herdeiro Lourenço II de Larantuca, com 12 anos. Desenho de uma fotografia tirada em 1871 em Surabaia

A presença ocidental na região começou com os portugueses, que  conquistaram Malaca em 1511. Conforme eles começaram a fazer negócios pelo sândalo em Timor, a presença deles na região aumentou. Solor foi descrita por Tomé Pires em sua Suma Oriental embora alguns estudiosos acreditem que ele estava se referindo à ilha de Flores, mencionando a abundância de enxofre e gêneros alimentícios exportados. Por volta de 1515, ocorreu comércio entre Flores e Solor com estrangeiros e por volta de 1520 um pequeno assentamento português foi construído em Lifau, Solor. O comércio de sândalo também atraiu os chineses e holandeses junto com os macaçarenses, criando competição. Os macaçarenses atacaram e capturaram Larantuca em 1541 para estender seu controle sobre o comércio de sândalo e em 1613, os holandeses destruíram a base portuguesa em Solor antes de se estabelecerem na moderna Kupang.
O primeiro rajá a ser batizado foi Ola Adobala, que foi criado sob a educação portuguesa, tradicionalmente o nono na genealogia dos rajás e batizado durante o reino de Pedro II de Portugal enquanto, nos dias de hoje, celebrações tradicionais colocam seu batismo em 1650. Além disso, fontes portuguesas mencionam um Dom Constantino entre 1625 e 1661, o que sugere que Adobala pode não ser o primeiro na linha de monarcas católicos de Larantuca. Outros nomes monárquicos mencionados são Dom Luis (1675) e Dom Domingos Viera (1702) A Ordem Dominicana foi vital na expansão do catolicismo na região até sua substituição no século XIX.
O reino manteve alguma forma de política de portas fechadas para estrangeiros no fim do século XVII. Houve também interações com o Sultanato de Bima, cujo sultão reforçou sua suserania sobre partes de Flores ocidental em 1685. Os territórios do reino não eram contíguos e eram intercalados por possessões de várias entidades políticas menores, algumas das quais eram muçulmanas.
Por volta de 1851, as dívidas contraídas pela colônia portuguesa no Timor-Leste motivaram as autoridades portuguesas a "venderem" os territórios cobertos por Larantuca para as Índias Orientais Neerlandesas. A transferência foi feita por volta de 1859, cedendo a reivindicação/suserania sobre partes de Flores e o território da ilha estendendo-se de Alor a Solor por 200.000 florins e algumas possessões holandesas em Timor. O tratado também confirmava que os habitantes católicos da região ficariam sob a autoridade da protestante Holanda e as autoridades holandesas enviaram padres jesuítas para a área.
Em 14 de setembro de 1887, um novo Rajá Don Lorenzo Diaz Vieira Godinho ascendeu ao trono como Lorenzo II, que foi educado por padres jesuítas. Mostrando claros traços de independência, ele tentou extrair taxas dos territórios pertencentes ao vizinho Rajá de Sikka, liderou grupos de homens para intervir nos conflitos locais e se recusou a conduzir sacrifícios da forma que conduziram seus antecessores para nativos não-católicos. Consequentemente, as autoridades coloniais responderam depondo e exilando Lorenzo II em Java em 1904, onde ele morreu seis anos depois. 
A família real permaneceu após a independência indonésia como uma figura representativa tradicional sem nenhuma autoridade legal, até sua abolição final em 1962.

## Legado

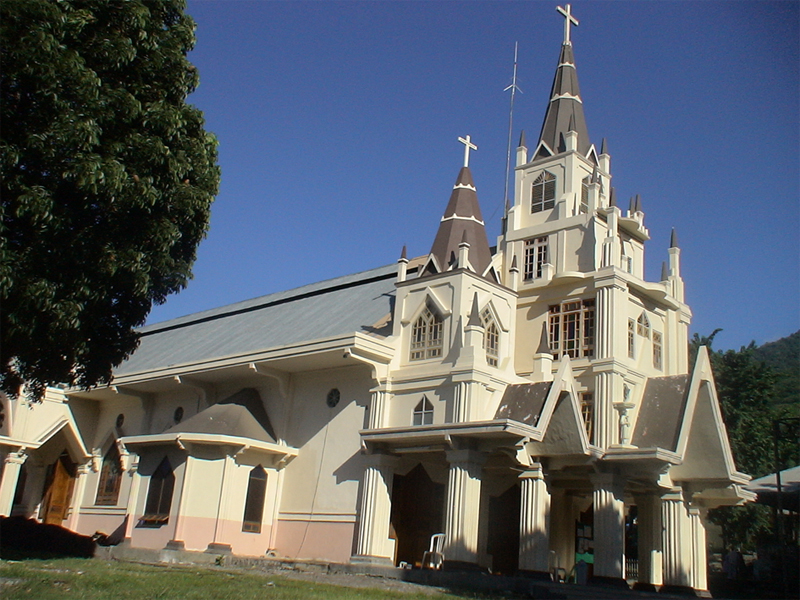
Catedral da Rainha do Rosário em Larantuca, construída durante a época do reino.

Na atual Indonésia, tradições católicas únicas próximas dos dias da Páscoa permanecem, localmente conhecidas como Semana Santa. A semana envolve uma procissão carregando as estátuas de Jesus e da Virgem Maria (localmente referidos como Tuan Ana e Tuan Ma) para uma praia local e então para a Catedral da Rainha do Rosário, a sede do bispo. O título de rajá ainda é mantido pelos descendentes dos reis do passado (mais recentemente por Don Andre III Marthinus DVG em 2016) embora não seja associado com nenhuma autoridade secular. A residência (istana) do rei ainda permanece na região.
De acordo com o censo de 2010, a maioria da população dos antigos territórios do reino e a província de Sonda Oriental como um todo permaneceu católica.